# Googlebot
Googlebot（グーグルボット）は、Googleが採用しているクローラ（Webロボット）ソフトウェアである。

## 概要
GooglebotはGoogleのサーチエンジンで用いる検索可能なインデックスを作成するためにウェブ上からドキュメントを収集する。Googleはこの巡回プログラムをウェブ上に置く事により、世界中の新聞社やテレビ局の情報を収集し記事を集めることが可能である。そして集めた記事をコンピューター上のプログラムに従って信用度や重要度によってランキングする。しかしながらこのアルゴリズムは企業秘密で公開されていない。
なお、Googlebotには一般的なPC用サイト、スマートフォン用サイトの情報収集用のものの他に、携帯電話向けサイト情報収集を目的とする「Googlebot-Mobile」などが存在する。ユーザーエージェント名としてPC用のGooglebotがMozillaを名乗るのに対し、Googlebot-MobileはNokia 6820やN505i・N905i、Samsung SGH-E250など、実際の携帯電話の機種名を名乗るのが大きな違い。他にもニュース用、動画用などが存在する。

## 資料
- 佐々木俊尚2006『グーグルGoogle---既存のビジネスを破壊する』文藝春秋
- Artscience : creativity in the post-Google generation / David Edwards. -- Harvard University Press, 2008
- Barney Google : a complete compilation, 1919-1920 / Billy De Beck ; introd. by Bill Blackbeard. -- Hyperion Press, 1977. -- (The Hyperion library of classic American comic strips)
- Beginning Google maps applications with Rails and Ajax : from novice to professional / Andre Lewis ... [et al.]. -- Apress, 2007. -- (The expert's voice in open source)
- Developing with Google App Engine / Eugene Ciurana ; : pbk. -- Apress, 2008
- Die Google-Gesellschaft : vom digitalen Wandel des Wissens / Kai Lehmann ... (Hg.). -- 2., unveränderte Aufl. -- Transcript, 2007
- From Gutenberg to Google : electronic representations of literary texts / Peter L. Shillingsburg ; : hardback, : paperback. -- Cambridge Uni
- Google.com
- Google クローラ